# 388 f.Kr.

## Händelser

### Efter plats

#### Grekland
- Kung Agesipolis I leder en spartansk armé mot Argos. Eftersom ingen argisk armé utmanar honom plundrar han landsbygden en tid, varpå han, efter att ha sett flera illavarslande omen, återvänder till Sparta.
- Den atenske generalen Thrasybulos seglar till Lesbos, där han, med stöd av mytilenare, besegrar de spartanska styrkorna på ön och vinner över ett antal städer till den atenska sidan. På ön blir han dock dödad av plundrare från staden Aspendos, där han har blivit mäkta impopulär.
- Då den persiske kungen Artaxerxes II och den spartanske kungen Agesilaios II oroar sig över, att Aten återigen har börjat få imperialistiska planer och drömmar ingår de båda en allians. Sparta söker och får stöd av Dionysios I av Syrakusa.

### Efter ämne

#### Konst
- Platon, som vid Sokrates död har lämnat Aten för att besöka Megara och möjligen Egypten, reser till Syrakusa på Dionysios svåger Dions inbjudan.
- Aristofanes pjäs Plutos uppförs.

## Avlidna
- Thrasybulos, atensk general, som har hjälpt till att störta de trettio tyrannerna